# Tunis Open 2022
Il Tunis Open 2022 è stato un torneo maschile di tennis professionistico. È stata la 12ª edizione del torneo, facente parte della categoria Challenger 80 nell'ambito dell'ATP Challenger Tour 2022, con un montepremi di 53 120 $. Si è svolto dal 16 al 21 maggio 2022 sui campi in terra rossa del Tennis Club de Tunis di Tunisi in Tunisia.

## Partecipanti

### Teste di serie
| Nazionalità | Giocatore                | Ranking* | Testa di serie |
| ----------- | ------------------------ | -------- | -------------- |
| Australia   | Jordan Thompson          | 85       | 1              |
| Spagna      | Roberto Carballés Baena  | 96       | 2              |
| Spagna      | Javier Barranco Cosano   | 251      | 3              |
| Portogallo  | Frederico Ferreira Silva | 255      | 4              |
| Paesi Bassi | Jelle Sels               | 256      | 5              |
| Germania    | Nicola Kuhn              | 258      | 6              |
| Cina        | Zhang Zhizhen            | 261      | 7              |
| Belgio      | Kimmer Coppejans         | 267      | 8              |

* Ranking al 9 maggio 2022.

### Altri partecipanti
I seguenti giocatori hanno ricevuto una wild card per il tabellone principale:
- Moez Echargui
- Skander Mansouri
- Aziz Ouakaa

I seguenti giocatori sono entrati in tabellone alternate:
- Michael Geerts
- Calvin Hemery
- Malek Jaziri
- Peđa Krstin

I seguenti giocatori sono passati dalle qualificazioni:
- Miguel Damas
- Alexander Erler
- Aldin Šetkić
- Carlos Sánchez Jover
- Remy Bertola
- Felix Gill

## Campioni

### Singolare
Roberto Carballés Baena ha sconfitto in finale  Gijs Brouwer con il punteggio di 6–1, 6–1.

### Doppio
Nicolás Barrientos /  Miguel Ángel Reyes Varela hanno sconfitto in finale  Alexander Erler /  Lucas Miedler con il punteggio di 6(3)–7, 6–3, [11–9].